# Danú
Danú is een traditionele Ierse band. De band ontstond in Waterford, Oost Ierland in 1994. Danú is genoemd naar de Ierse godin van de voorspoed. De muzikanten zijn sterk verbonden met de Gaelic traditie, muzikaal en met de taal.  
De leden van Danú ontmoetten elkaar in Waterford in het zuidoosten van Ierland. Na het uitvoeren van in het Festival Interceltique de Lorient in 2005, besloot de toenmalige groep zich te consolideren als een band. 
Ze zijn toegewijd aan hun traditionele wortels, maar niet bang om te experimenteren met een opstelling, waarvan critici opmerken dat hun muziek energie en empathie uitstraalt. Hun tweede album, Think Before You Think (2000) werd uitgeroepen tot het beste traditionele album door Dublins magazine Irish Music . Ze zijn tweemaal uitgeroepen tot beste traditionele groep bij de BBC Radio 2 Folk Awards. Hun versie van Co Down (geschreven door Tommy Sands) won de Best Traditional Song in dezelfde awards.

## Bandleden
- Muireann Nic Amhlaoibh is de leadzangeres en speelt fluit. Ze zingt zowel in het Engels en het Iers, in stijl variërend tussen folk en Sean Nós tradities.
- Tom Doorley is de fluitist, en fungeert vaak als woordvoerder van de band op het podium. Hij is een verhalenverteller en werkt als leraar en woont in Dublin.
- Donal Clancy is de gitarist van de band. Hij was een van de oorspronkelijke  leden, en na enkele jaren optreden bij Solas en toeren met zijn vader, balladeer Liam Clancy (van Clancy Brothers en Tommy Makem) is Dónal terug bij Danú.
- Oisin McAuley, een voormalig lid van Stockton's Wing, speelt de vier- en vijf-snarige viool bij Danú. Hij heeft onlangs een solo-album van viool muziek uitgebracht.
- Éamon Doorley speelt bouzouki en viool, en is de jongere broer van Tom Doorley.
- Donnchadh Gough speelt zowel bodhrán en uilleann pipes.
- Benny McCarthy (1975) speelt knopaccordeon.

## Discografie
- Danú (1997)
- Think Before You Think (2000)
- All Things Considered (2002)
- The Road Less Travelled (2003)
- Up In The Air (2004)
- When All Is Said and Done (2005)
- One Night Stand (Danú DVD) (2005)
- Dual (2008 - Éamon Doorley, Muireann Nic Amhlaoibh, Julie Fowlis en Ross Martin)
- Seanchas (2010)

Benny McCarthy, de accordeonist van de groep, maakte in 1999 samen met John Nugent, Pat Ryan en Martha Beardmore een CD met de naam Rattle the Boards. 